# وزارة الاقتصاد والمالية العامة (بوليفيا)
وزارة الاقتصاد والمالية العامة هي وزارة تابعة لحكومة بوليفيا، وهي مسؤولة عن الإشراف على المالية العامة للبلاد ومسؤولة عن صياغة وتنفيذ سياسات الاقتصاد الكلي التي تحافظ على الاستقرار وتعزز العدالة الاقتصادية والاجتماعية العامة.
وزير المالية الحالي هو مارسيلو أليخاندرو مونتينيغرو غوميز غارسيا، بعد أن تولى المنصب في 2020.

## روابط خارجية
- موقع وزارة الاقتصاد والمالية العامة البوليفيَّة